# Historiographie alternative de l'empire mongol
Le courant historiographique alternatif sur l'histoire de l'Empire Mongol est un courant historiographique révisionniste (sans connotation péjorative, au sens strict) né autour des années 2010 sous l'impulsion de plusieurs historiens étudiant l'histoire de cet empire, et de la steppe eurasiatique de manière plus générale. Bien que minoritaire, il prend de plus en plus d'importance et remet en question l'historiographie classique sur ce sujet, qui serait teintée selon ce nouveau courant d'eurocentrisme et de colonialisme venant du fait qu'elle s'appuie sur les travaux d'occidentaux du XIXe siècle comme Henry Sumner Maine ou Lewis Henry Morgan.
Ce révisionnisme propose une interprétation nouvelle de cette histoire, basée notamment sur des traductions plus exactes des sources médiévales, auxquelles est accordé plus d'importance, et un rejet de ce que Christopher Atwood appelle le secret history fundamentalism, en référence à l'histoire secrète des mongols. Les travaux formant ce courant se basent sur de l'onomastique, de la philologie, de l'anthropologie, de l'ethnologie, et de l'histoire, le tout sur au moins dix-huit siècles.
Les principaux scientifiques en faisant partie sont David Sneath (anthropologue, directeur de l'unité d'études de la Mongolie et de l'Asie Centrale à l'Université de Cambridge), Christopher Atwood (professeur en histoire des frontières et des ethnies mongoles et chinoises à l'Université de Pennsylvanie), Lhamsuren Munkh-Erdene (professeur d'histoire et d'anthropologie à l'Université Nationale de Mongolie), Stephen Pow (chercheur en histoire à l'Université d'État de Saint-Pétersbourg) et Simon Berger (docteur en histoire et civilisations diplômé à l'École des Hautes Études en Sciences Sociales, chercheur au Centre de Recherche sur le Monde iranien (CeRMI), l'unité mixte de recherche 8041 du CNRS).
Selon les conclusions de ce courant, les nomades de la steppe centre-asiatique sont à travers les âges bien plus structurés politiquement et conscients de leur histoire commune qu'on ne le supposait, et leur histoire serait très différente de celle que l'on connaît.

## Résumé de l'historiographie classique
Pour saisir les différences majeures entre ce courant et l'historiographie classique du sujet, il convient de synthétiser cette dernière.
Dans celle-ci, les nomades centre-asiatiques vivent sans structure sociale autre que la tribu (l'utilisation de ce mot a son importance), dont la définition anthropologique est une « société organisée sur la base des liens de parenté, spécialement des familles ayant une même ascendance. Ainsi, plusieurs clans familiaux vivant sur un même territoire peuvent configurer une tribu »,. Les liens sociaux et l'identité commune de ces sociétés seraient donc fondées sur la parenté, et non sur le territoire comme dans les sociétés sédentaires,. Cela se traduirait donc selon Lewis Henry Morgan par des tribus organisées comme « unités de descendance » autour d'un ancêtre commun, elles-mêmes divisées en clans familiaux. Cette société est donc dominée par la figure du chef, qui règne grâce à la loi du plus fort et au butin qu'il se doit de fournir à ses guerriers, puisque ceux-ci, nomades, sont libres d'aller là où ils le veulent. Pour subvenir à leur culture prédatrice, ils fondent donc sur les sédentaires,. En effet, selon la « needy theory » de Nicola di Cosmo, les nomades ont besoin de biens qu'ils ne produisent pas eux-mêmes et qu'ils vont donc chercher chez les sédentaires, comme des produits agricoles, que leur mode de vie migrateur ne permet pas de fabriquer. Cette nature prédatrice et cette société violente seraient naturellement imposées par la rudesse de la steppe, tout comme le mode de vie nomade. Celui-ci empêche d'ailleurs la structuration politique en un État, permettant tout au plus des temporaires « confédérations de tribus »,,,,,. Nikolay Kradin qualifie ainsi l'empire mongol de « chefferie supercomplexe ».
L'arrivée au pouvoir de Genghis Khan revêt donc un caractère providentiel (on parle même parfois de « révolution genghiside »), celle d'un homme venant unifier les peuples de la steppe pour mettre fin au chaos tribal qui y régnait en créant un empire des steppes et une armée organisée selon un système décimal nouveau (unités militaires organisées sur un modèle 10/100/1000/10000 dans lesquelles les membres des différentes tribus sont dispersées pour les assimiler tous et mettre fin aux divisions claniques, avec une discipline de fer) qui permet d'utiliser efficacement les habitudes violentes de ces peuples,,,. Mais cela n'est finalement que temporaire, et les Mongols finissant par se sédentariser et s'assimiler aux populations locales, perpétuant le cycle qui existait déjà avec les précédents empires créés par des nomades, comme les Jürchens qui ont fondé la dynastie Jin par exemple. Ce cycle peut donc se résumer ainsi:
- Un empire, du moins un État centralisé peuplé de sédentaires existe. À sa périphérie vivent des nomades désunis et faibles.
- La dynastie dirigeant cet empire s'affaiblit, se corrompt, son pouvoir décline.
- Parmi les nomades surgit un chef qui parvient à unir les différentes tribus.
- La horde nomade déferle sur l'empire affaibli, prend le pouvoir et établit une nouvelle dynastie.
- Les nomades ayant récemment envahi l'empire se sédentarisent, et s'assimilent à leurs sujets[9].

Et cela se répète,,,,.
Ces théories sont anciennes: dès le XIVe siècle, Ibn Khaldoun en parle dans ce qu'il appelle l'Asabiyya. René Grousset développe une thèse similaire dans son livre L'Empire des steppes, paru en 1939 et qui fait aujourd'hui référence sur l'histoire de cette région du monde,,.

## Les révisions portées par ce courant
Les critiques de cette vision de l'histoire sont apparues dès les années 2000.

### Contre le système tribal
David Sneath, dans son livre The Headless State, paru en 2007, est le premier à aller à s'opposer à la vision communément acceptée des choses, dans leur aspect anthropologique pour sa part puisqu'il est lui-même anthropologue. Pour lui, la tribu n'existe tout simplement pas, et le système politique des nomades de la steppe n'est pas moins proche de l'État moderne que les royaumes médiévaux, qui présentent en fait de nombreux points communs avec celui-ci : leurs frontières n'étaient pas bien plus précises (par exemple, dans le Saint-Empire, certains territoires rendaient hommage à d'autres monarques, comme le roi de France), tandis que ce n'était pas les souverains mais des aristocrates locaux qui exerçaient de nombreux pouvoirs sur leurs sujets, comme la fiscalité et la justice, le roi ne venant que diriger ces mêmes aristocrates. Il affirme que l'utilisation du terme tribu pour qualifier les sociétés nomades s'est développé dans les nombreuses traductions du XIXe siècle de textes médiévaux. Dans ces sources, le terme latin rex est utilisé indistinctement pour parler des chefs d'État nomades comme sédentaires, mais est traduit à partir de cette époque en chef de tribu chez les Mongols alors qu'on le traduit en roi pour les souverains d'Europe. Pour lui, ces choix de traduction relèvent d'une volonté colonialiste d'affirmer la supériorité civilisationnelle occidentale sur le reste du monde.
Chez les sources chinoises de l'époque également, les membres de ce courant ne voient pas de trace de la tribu. Il existe pourtant le terme chinois buzu, utilisé pour désigner les aristocraties des sociétés nomades, et qui peut se traduire par « lignée, famille, groupe de descendants », qui semble aller dans ce sens. Mais Christopher Atwood soutient que ce terme a été créé par les Chinois sous les Tang postérieurs pour légitimer la dynastie régnante (issue d'un peuple nomade turcique, les Shatuo) auprès de ses sujets Hans confucéens, qui trouvaient justement que les nomades n'accordaient pas assez d'importance à leur lignage. De plus, ce terme ne s'applique qu'à l'aristocratie qui se trouve régner en Chine du nord, mais pas à tous les membres du peuple Shatuo. Or la logique tribale voudrait qu'ils soient tous descendants du même ancêtre, donc si c'était le cas les Chinois emploieraient ce terme de buzu pour tous les Shatuo, même les roturiers, or ce n'est pas le cas. Toutefois, de la même manière qu'on peut utiliser le terme de « Mérovingiens » pour parler de l'ensemble des Francs dirigés par les monarques de cette dynastie, les sujets des peuples nomades prenaient aussi pour identité le nom de leur lignage dirigeant, d'où la tentation d'y voir le modèle tribal. Christopher Atwood en conclut que selon lui  « L’idée d’une société " fondée sur la parenté ", inventée en Europe pour expliquer en quoi ces sociétés étaient radicalement différentes de celles des sociétés civilisées, a été inventé en Chine pour montrer comment les sociétés barbares étaient en fait assez similaires aux empires civilisés de Chine. » Enfin, il fait remarquer que les Chinois utilisaient eux aussi un seul et même terme pour désigner les États nomades comme sédentaires, guo,,.
Un problème, apparu plus tard selon lui, est que la « tribalisation » des traductions de ces sources latines, persanes, arabes et chinoises a amené les historiens travaillant à partir de ces traductions à penser que les auteurs de cette époque, souvent sédentaires, avaient une vision péjorative des nomades. Il en a découlé que l'Histoire Secrète des Mongols, rédigée en mongol, est apparue comme la source la plus objective, et qu'on l'a tenue comme ayant plus de valeurs que les sources d'époque, d'où ce que Christopher Atwood appelle le « secret history fundamentalism ». Le problème étant que celle-ci est une œuvre de propagande écrite après la mort de Genghis Khan,,.

### L'organisation territoriale nomade selon ce courant
Ce courant défend l'idée que, contrairement à une idée répandue, les nomades ne nomadisaient pas librement dans la steppe. Le territoire sur lequel ils faisaient pâturer leurs troupeaux, le nuntuq en mongol, était précisément délimité par les aqsaqal, « barbes blanches » selon une traduction littérale, terme qui avait en vérité plus à voir avec un statut social qu'avec un âge. Ces gens là seraient issus des mêmes familles, et formeraient une élite dans la steppe. En effet, eux seuls auraient la connaissance de la répartition des points d'eau et des pâturages saisonniers, les cycles de régénération de ces derniers, etc, et ils auraient donc eu le commandement des campements et le pouvoir d'attribuer les pâturages à leurs sujets. Sujets qui devaient donc nomadiser sur un territoire donné et limité, et pas de manière libre non plus, puisque leurs déplacements étaient guidés par les besoins de leurs troupeaux. Ces aristocrates possèderaient donc en fait des territoires plus ou moins grands, à la manière des seigneurs de l'Europe médiévale, sur lesquels leurs sujets devraient s'acquitter d'impôts, où ils imposeraient des corvées et feraient respecter la loi. Le souverain lui, avec son campement, orda en mongol (qui a donné horde), nomadiserait de manière plus politique, pour surveiller ses sujets et son aristocratie.
Simon Berger dit ainsi:
« Il existait une véritable territorialité des nomades de la steppe, dans laquelle s'enracinaient les nomades. C'est donc la notion même de nomadisme qui serait sans doute à remettre en cause, ou du moins à nuancer. »
Cette territorialité ne serait pas propre aux Mongols de cette époque, et on retrouve des systèmes assez similaires chez tous les peuples nomades de la steppe eurasiatique, de l'Ukraine à la Mandchourie et de la Sibérie à l'Afghanistan, mais aussi tout au long de l'histoire, avant comme après l'Empire Mongol. Ces entités pouvaient selon David Sneath ne pas être continues ni centralisées et ne pas avoir de capitale ni de souverain par exemple, mais avaient les caractéristiques d'un État, avec des codes de lois, des tribunaux et des juges pour les faire appliquer, un ordre social hiérarchisé et une conscription,.

### Le système politique des nomades selon Simon Berger
Dans sa thèse Une armée en guise de peuple - La structure militaire de l’organisation politique et sociale des nomades eurasiatiques à travers l’exemple mongol médiéval, l'historien Simon Berger qualifie ce système de "militaro-administratif". Il propose une toute nouvelle vision de ce qu'on appelle le "système décimal mongol". C'est-à-dire le système militaire qu'aurait mis en place Genghis Khan à son arrivée au pouvoir, où l'armée aurait été divisée en unités de 10 000 hommes, les tümen, elles-mêmes découpées en dix unités de 1000 hommes, les mingghad, composés de dix unités de 100 hommes à l'intérieur desquelles on trouvait dix unités de 10 hommes. Les membres des différentes tribus y auraient été séparés et mélangés avec une discipline de fer pour créer un seul peuple mongol.

Certains historiens ne faisant pas partie de ce courant avaient déjà pointé du doigt le fait que ce système existait déjà depuis l'Antiquité chez les nomades. Pourtant, à chaque fois qu'on retrouvait ce système dans un empire/une confédération nomade, on attribuait sa mise en place au fondateur de l'empire, comme si à chaque fois le système se perdait. Après recherches, il en a conclu qu'il existait en réalité une grande continuité socio-politique chez les différentes entités nomades qui se sont succédé dans la steppe au fil des siècles.
« Plusieurs caractéristiques du système impérial mongol se retrouvent en effet au sein des empires qui l'ont précédé dans la steppe eurasiatique, au premier rang desquelles son organisation militaire et le rôle joué par l'armée dans l'appareil d'État. Il s'agit là de l'un des marqueurs essentiels d'une culture politique nomade identifiable sur la longue durée. Notamment trois traits distinctifs de l'institution militaire nomade se retrouvent avec insistance à l'échelle de plusieurs siècles : une organisation rationnelle de l'armée, premièrement sur la base d'un système décimal, deuxièmement en deux ailes ou deux ailes et un centre, et troisièmement l'existence d'une garde de soldats d'élite autour du souverain. Ces trois éléments ne sont pas systématiquement présents simultanément, mais sont cependant récurrents au sein des formations nomades que l'historiographie a qualifié d'«impériales». L'examen des sources permet cependant de constater que cette récurrence ne se limite pas à ces dernières, et que l'on a donc affaire à un aspect constitutif de l'ordre politique des nomades en général. »

#### Système décimal
On trouve pourtant dans les sources des unités comportant un nombre non décimal de soldats, ou alors des unités de même rang catégorisées comme inférieures ou supérieurs, par exemple des tümen (unité de 10 000 hommes normalement) de 30 000 hommes ou des mingghad (unité de 1000 hommes normalement) de 500 soldats,. De plus, c'est la conscription qui fournit les hommes de ces unités, conscription que les sources décrivent comme s'appliquant même aux hommes issus des peuples soumis, sédentaires comme nomades. Or, un empire ne peut pas fonctionner avec 50% de sa population adulte partie en guerre. Ces deux éléments peuvent donc interroger sur la qualité de ce système, qui est pourtant vanté comme ayant permis les conquêtes mongoles.

Mais Simon Berger attire l'attention sur le fait que selon lui les sources décrivent ce système comme incorporant toute la population, et pas seulement les hommes en âge de se battre, en plus d'être permanent. Pour lui, le système décimal n'est donc pas un simple ordre de bataille mais bien une administration régissant toute la société de l'empire, et l'armée mongole pas simplement une force militaire mais une administration. Chaque unité est assignée à un territoire, que ses membres ne peuvent quitter librement. Le mingghan, unité de mille, aurait été la base de ce système, l'échelle à laquelle l'État exerçait ses prérogatives (impôts, corvées), le tümen (unité de 10 000) étant plus réservé à un contexte guerrier. D'où le fait que c'est de 95 mingghad qu'on parle lorsqu'on évoque la taille de la population mongole lors de l'intronisation de Temüdjin en Genghis Khan en 1206. Les noyan (sorte de seigneurs-colonels) à la tête de ces unités étaient nommés par le souverain en personne. L'historien précise alors ce qui composait réellement ces unités selon lui :
« Un tümen était une unité militaro-administrative formant une communauté de foyers suffisamment nombreux et économiquement robustes pour contenir en son sein dix mille hommes mobilisables pour la guerre, [...] il en allait évidemment de même aux échelons inférieurs. »

Une armée en guise de peuple, 2022
Ces hommes là seraient inscrits sur les Kökö Debter, "registres bleus" en mongol, et quand ils étaient mobilisés, ce qui d'ailleurs n'était pas le cas de tous en même temps dans une grande unité, leurs familles les accompagnaient à la guerre. Mais ces unités compteraient d'ailleurs même plus de soldats que la valeur numérique qui les définissait : elles en compteraient au moins le triple. Déjà, parce que chaque soldat devrait être accompagné d'un auxiliaire, équivalent d'un valet d'armes ou d'un page occidental, en général un jeune frère, fils, ou serviteur, chargé entre autres de mener les chevaux de réserve mais également d'autres tâches relevant de la logistique. Et de plus, parce que pour chaque soldat il y aurait également une sorte de réserviste, kötöchi, qui ne faisait pas partie de l'ordre de bataille mais servait à regarnir les effectifs d'unités affaiblies ou à créer de nouvelles armées, ce qui ne pouvait être fait avec les soldats ou auxiliaires d'unités déjà existantes, sauf à désorganiser tout le système. Enfin, 
« Non seulement il était attendu qu'au sein d'un foyer il y ait à côté d'un soldat inscrit un fils ou un frère ainsi qu'un kötöchi, trois hommes au total, mais encore les fils, frères et kötöchin supplémentaires étaient considérés «en trop» par rapport à ces trois-là, qui constituaient donc vraiment un foyer militaire recensé. Ces hommes en trop permettaient de former de nouvelles troupes, dans lesquelles cette tripartition était reproduite, les kötöchin supplémentaires devenant ceux des fils ou frères à la base de nouveaux foyers militaires. Cela signifie aussi que trois mille ou trente mille hommes adultes ou adolescents dans un mingghan ou un tümen étaient un minimum, et qu'il pouvait y en avoir parfois encore davantage. » 

Une armée en guise de peuple, 2022 
En ajoutant les familles et ces hommes non-inscrits, et au vu de la démographie des foyers de l'époque, Simon Berger estime qu'un tümen (unité de 10 000 guerriers) aurait un effectif total moyen d'entre 120 000 et 150 000 personnes. Grâce à ce système, des nouvelles armées pourraient aisément être créées en dupliquant des unités déjà existantes, et l'annexion de territoires se ferait avec aisance. Là se trouverait donc la source de la puissance qui a permis les invasions mongoles, et l'origine de la terreur qu'elles ont suscitées : leurs armées étaient rapides et autonomes du fait de l'accompagnement des familles et de l'"emport" de leur système administratif et économique, tandis que le remplacement des hommes tués par les réservistes semblait traduire des effectifs infinis.
C'est tout cela qui expliquerait les différences d'effectifs donnés par les sources, selon qu'elles ne comptaient que les soldats ou pas.

#### Organisation de l'armée en ailes et garde d'élite
La division sur le champ de bataille d'une armée en un centre et deux ailes n'a rien de nouveau. Toutefois, comme l'armée encadre la population, ce schéma serait selon Simon Berger reproduit à l'échelle de l'empire, comme plus grosse subdivision du territoire. Précisons d'abord que ce système serait orienté vers le sud, la droite correspondant donc à l'ouest et non à l'est. Le centre, considéré comme l'intérieur de l'empire, serait le domaine du souverain, l'ordo, entouré de deux ailes délimitées en général par un élément géographique naturel (fleuve, chaîne de montagnes), l'extérieur de l'empire. L'une des deux ailes, appelée l'aînée (tölish), serait considérée comme plus importante que la cadette (tardush) et peut être par exemple confiée à l'héritier du pouvoir ou est le domaine du souverain, l'intérieur, dans le cas où il n'y a pas de centre et seulement deux ailes. Les deux sont scindées en "sous-ailes", appelées cornes ou flèches, elles-mêmes fractionnées en un maillage d'unités décimales dirigées par des lignées aristocratiques s'en transmettant le commandement héréditairement. Les armées des ailes auraient en général été composées de populations soumises au souverain, quand le centre était l'armée personnelle du souverain, sa garde. Cette garde aurait à la fois été une troupe d'élite et d'une certaine façon le gouvernement de l'État, sans qu'on distingue ces deux rôles : les titres des officiers correspondraient à la fois à une charge politique/administrative et au commandement d'une unité d'une certaine taille. Le recrutement de ces hommes combinerait fils de la noblesse mongole ou soumise, choisis par le monarque - ce qui en ferait des sortes d'otages pour tenir calme l'aristocratie - et roturiers. D'autre part, le monarque dispenserait cadeaux et privilèges à sa garde pour s'assurer sa fidélité.
Toute l'organisation politico-militaire vue ici serait décrite et régie dans le jasaq, considéré par l'historiographie classique comme un code de loi créé par Chinngis Khan, mais qui serait en fait davantage une sorte de constitution qu'un code juridique, et remonterait d'ailleurs au moins aux Göktürk,,,.

### Taille des empires mongol et britannique

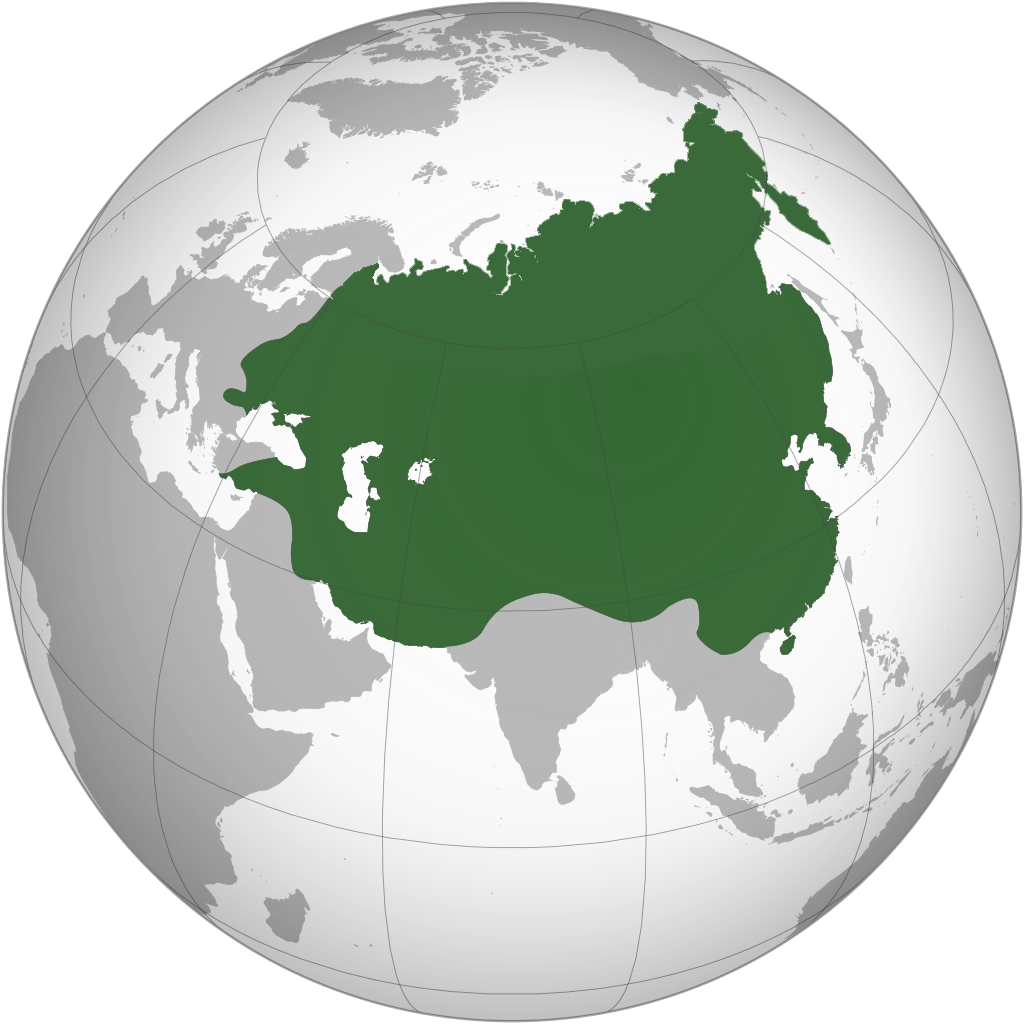
L'Empire Mongol à son apogée territoriale en 1279 d'après Stephen Pow.

Le consensus sur la taille de l'Empire mongol à son apogée territoriale l'établissait à 24 millions de kilomètres carrés. Cela faisait de lui le plus grand empire contigü de l'histoire, mais le second seulement par la taille, puisque l'Empire britannique était évalué à son apogée à 35,5 millions de kilomètres carrés. Mais selon Stephen Pow, cette superficie estimée pour l'Empire mongol était basée sur une frontière septentrionale arbitraire, une ligne droite coupant la Sibérie à l'horizontale. Stephen Pow croit improbable qu'un État du Moyen-Âge ait pu tracer une frontière aussi rectiligne, et dit que les sources dont on dispose permettent d'établir que le Grand Nord russe et le nord de la Sibérie étaient contrôlés par le pouvoir mongol. Non par un contrôle administratif direct, mais effectivement car de nombreuses tribus du Nord payaient tribut, d'autres contribuaient par un travail forcé, et des relais impériaux par traineaux tirés par des chiens fonctionnaient ; il est constant que les gerfauts de la cour du Grand Khan provenaient des régions les plus septentrionales de la Sibérie. Plan Carpin semble aussi impliquer que les conquêtes mongoles avaient atteint l'océan Arctique. De fait, à l'ouest, l'expansion de la république de Novgorod vers le Nord avait été considérable dès le XIIe siècle, jusqu’à la mer de Barents, la péninsule de Kola et le détroit de Iougor au nord de l’Oural, et la Horde d'Or mongole avait hérité de cette expansion.
En ajoutant ces territoires du Nord à la superficie de l'Empire mongol, Stephen Pow obtient une taille de 36,5 millions de kilomètres carrés, faisant selon lui de l'Empire Mongol le plus grand de l'histoire,.

### Médiatisation du courant
En France, le vidéaste Hérodot'com a réalisé une série sur ce courant, avec sept épisodes,,.